# Stelle filanti

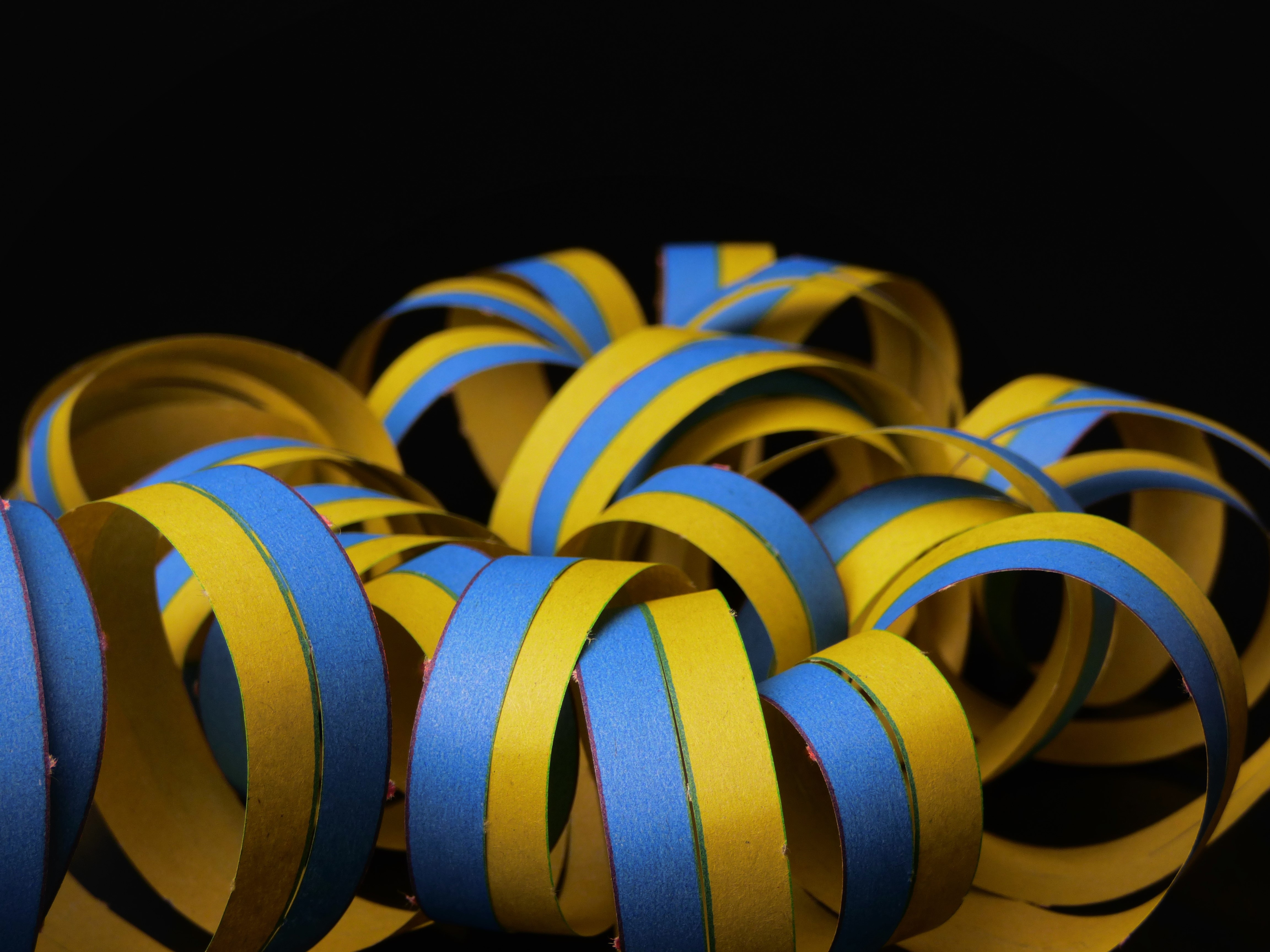
Stelle filanti gialle e azzurre

Le stelle filanti sono strisce di carta colorata arrotolate su sé stesse in modo tale che, soffiando attraverso il rotolo o sparandolo da un apposito dispositivo (cannoncino, tubo), possono essere lanciate in aria così da creare variopinte spirali nella caduta. Si usano in alcune occasioni di festa e sono in particolare una tipica tradizione carnevalesca, spesso abbinata al lancio di coriandoli.
Il nome di stelle filanti in italiano ha anche, da tempo più remoto, il significato di stelle cadenti (meteore).

## Origine

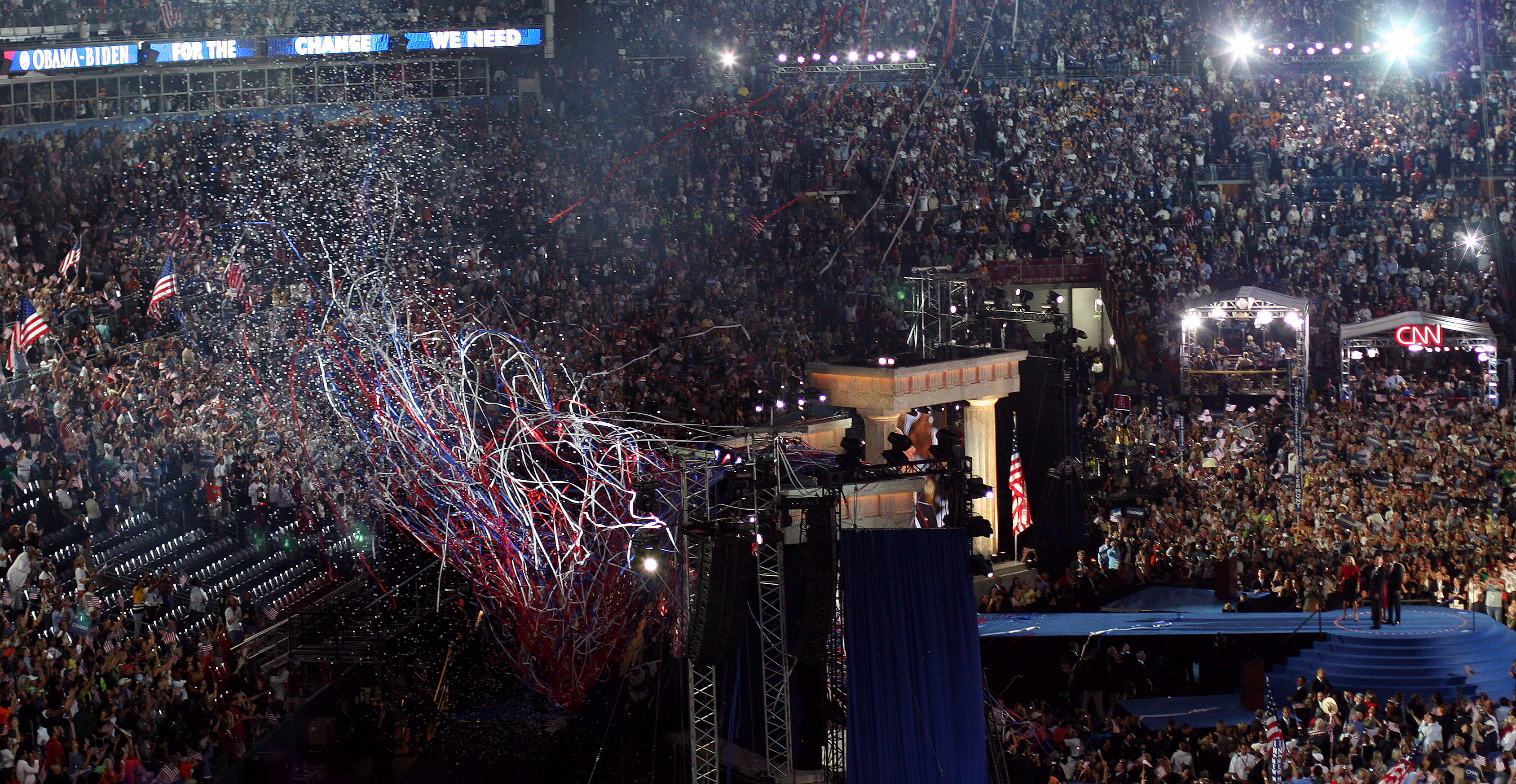
Coriandoli e stelle filanti tricolori dopo un discorso di Barack Obama a Denver per la Convention democratica del 2008

L'invenzione delle stelle filanti è spesso attribuita in Italia allo stesso ingegnere milanese Enrico Mangili che disputa al triestino Ettore Fenderl l'ideazione dei coriandoli (1875-1876): egli sarebbe stato ispirato dai nastri impiegati nella trasmissione di messaggi telegrafici.
La vera paternità e le modalità dell'invenzione sono però aneddotiche in varie nazioni: in Germania vengono ricondotte all'iniziativa dell'imprenditore berlinese Paul Demuth negli anni 1880; altrove, invece, a un lancio spontaneo di nastri contenenti quotazioni borsistiche durante la ticker-tape parade newyorkese del 28 ottobre 1886, improvvisata per l'inaugurazione della Statua della libertà.
In realtà già nei Lupercali dell'antica Roma erano in uso strisce di pelle caprina che i Luperci, celebranti in costume da lupacchiotti, lanciavano sulle matrone, le quali a loro volta interpretavano il gesto come un auspicio di fecondità.

## Uso

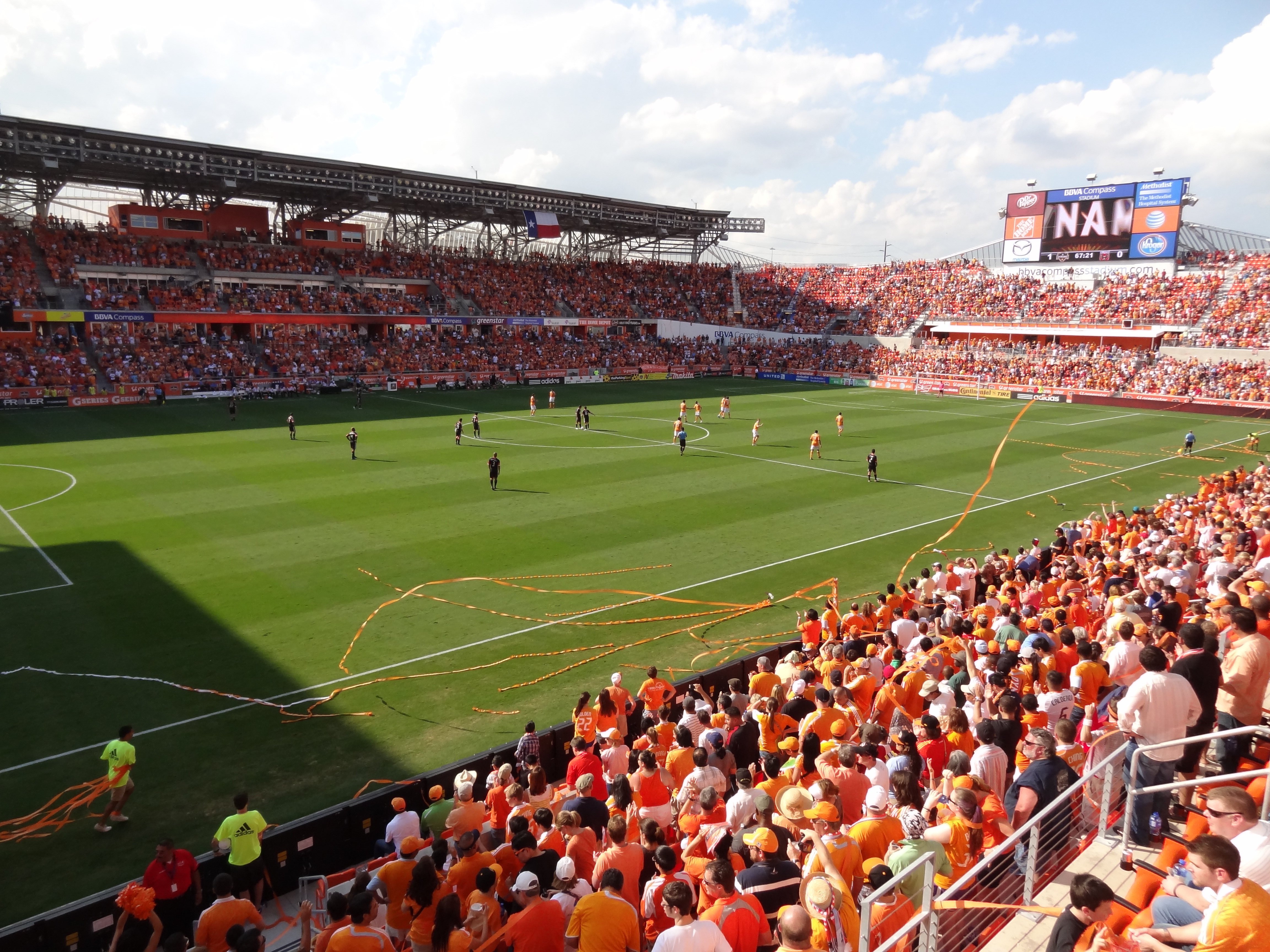
Stelle filanti in uno stadio di Houston per festeggiare una rete

Oltre che nel Carnevale, le stelle filanti si usano, spesso insieme ai coriandoli e ad altri articoli carnevaleschi come le lingue di Menelik, anche nel Capodanno e in alcune feste private (compleanni, matrimoni). Trovano poi impiego nelle scenografie di contorno degli eventi sportivi: tanto in singole gare (tifoseria degli incontri calcistici) quanto in competizioni più ampie (cerimonie d'apertura e di chiusura di campionati mondiali e olimpiadi). Il lancio di stelle filanti ricorre anche in alcune manifestazioni politiche: dalle celebrazioni di partito per una vittoria elettorale, alle riunioni e ai cortei di rivendicazione pacifica come il Gay Pride.
Più raro, ma storicamente attestato, è l'impiego dell'oggetto a scopo di aperta contestazione o provocazione, come avvenne nella cosiddetta beffa delle stelle filanti del maggio 1941, quando nel cortile dell'Università di Roma un gruppo di giovani soffiò alcuni pacchi di stelle con il retro stampigliato di scritte antifasciste, pacifiste, ingiuriose verso Mussolini o semplicemente goliardiche.
L'impiego delle stelle filanti non è immune da polemiche nei comuni, sia in relazione all'uso improprio delle moderne varianti spray (con potenziale danno a persone o cose, o anche solo molestia), sia con riguardo alla pulizia, al decoro urbano o alla paventata scivolosità del suolo pubblico all'indomani del Carnevale. L'uso degli spray è vietato in Italia da alcuni enti locali, anche per il rischio che i coloranti danneggino le superfici alle quali le stelle filanti aderiscono, specie quando si tratta del patrimonio artistico e monumentale.